# Maladera allolaterita
Maladera allolaterita (лат.) — вид пластинчатоусых жуков рода Maladera из подсемейства хрущей (Scarabaeidae).

## Распространение
Индия.

## Описание
Пластинчатоусые жуки среднего размера. Тело продолговато-овальное, красновато-коричневое, надкрылья чуть светлее, усики желтоватые, тусклые, лаброклипеус блестящий, тело голое кроме нескольких коротких щетинок по бокам надкрылий. Длина тела: 7,5 мм, длина надкрылий: 5,4 мм, ширина: 4,4 мм. Личинки, предположительно, как и у близких видов, живут в почве, питаются корнями растений.

## Систематика и этимология
Вид был впервые описан в 2016 году по материалам из Индии. Наиболее близок к виду Maladera laterita, от которого отличается гениталиями. Название нового вида происходит от объединенных греческого префикса «allo-» и названия близкого вида «laterita», что связано с его сходством с M. laterita.